# Museum of London Archaeology

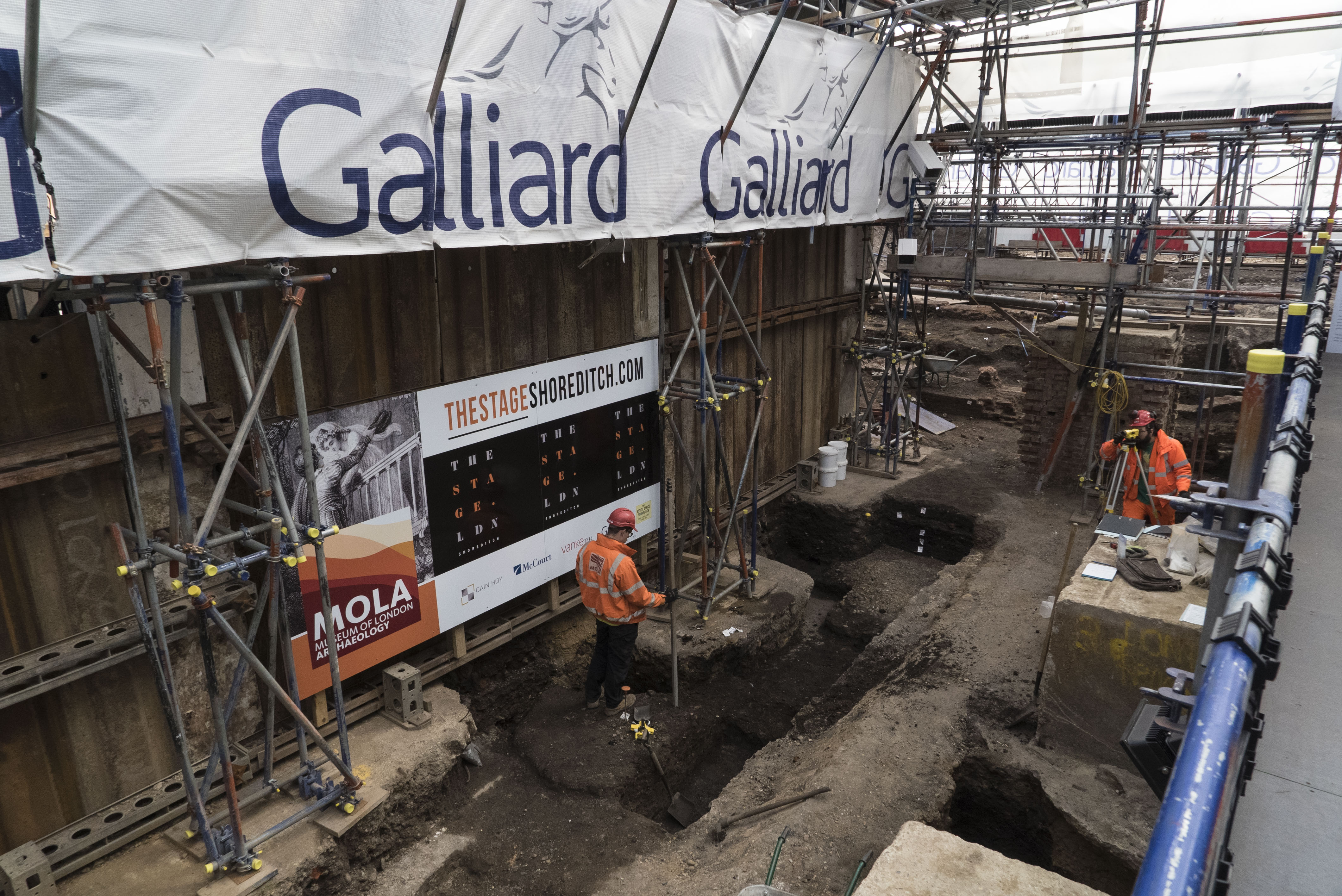
Ausgrabungen am Curtain Theatre, 2016

Museum of London Archaeology, kurz MOLA,  ist eine britische unabhängige Hilfsorganisation zur Bewahrung kulturellen Erbes mit den Mitteln der   Archäologie. Sie arbeitet mit dem Chartered Institute for Archaeologists (CIfA) zusammen und stellt eine breite Palette archäologischer Dienste an Auftraggeber in London, wie auch landesweit zur Verfügung. Somit ist es auch einer der größten Betreiber von Archäologiediensten im Vereinigten Königreich. Sie gehört zu den britischen Independent Research Organisations (IRO).
Aus historischen Gründen befindet sich das Einsatzgebiet des MOLA auf dem Gebiet Greater Londons, allerdings wächst es zunehmend ins Land hinein. Es beschäftigt 326 Mitarbeiter an vier Standorten: im Londoner Hauptquartier an der Eagle Wharf Road sowie weiteren Büros in Northampton, Basingstoke und Birmingham. Dazu über 100 freiwillige Helfer. (Stand: März 2020)
MOLA ist seit 2011 ein eingetragener Hilfsverein. Es verfolgt eine akademische Forschungsstrategie und ein gesellschaftliches Engagement mit Weiterbildungsprogrammen, darunter dem Thames Discovery Program, was sich um archäologische Funde an und in der Themse kümmert sowie dem „Coastal and Intertidal Zone Archaeological Network“ (CITiZAN), welches Küstenfunde in der Ebbezone der umgebenden Nordsee untersucht. Mit dem „Time Truck“, einem begehbaren Ausstellungsfahrzeug, werden historische Funde und Erkenntnisse einer breiten Öffentlichkeit nahegebracht.
Es werden archäologische Untersuchungen und Bergungen (Rettungsgrabungen) im kommerziellen Bereich angeboten. Zu den Dienstleistungen zählen Aufgaben um den Denkmalschutz, Beratung, Folgenabschätzung, Ausgrabungen, das Erfassen bestehender Gebäude oder Gebäudereste, zerstörungsfreie Erforschung sowie Geomatik, Geoarchäologie, Veröffentlichungen (Texte, Grafiken, Bilder) hierzu und die Archivierung.
Seit 2017 ist das MOLA Teil eines Konsortiums zusammen mit dem kommerziellen Firma Headland Archaeology, namens „MOLA Headland Infrastructure“.

## Hintergrund
Das Museum of London Archaeology war ursprünglich eine Sektion innerhalb des Museum of London, ist heute aber völlig eigenständig.
Die Abteilung Urban Archaeology (DUA) (für urbane Archäologie) wurde 1973 gegründet, als Teil einer Bewegung zur Rettung archäologischer Funde im Zuge des zunehmenden Baus tiefgeschossiger Bauwerke in der City of London. Die öffentliche Reaktion auf das Buch The Future of London’s Past des bekannten Wissenschaftlers Martin Biddle verhalf dem DUA zu öffentlichen Hilfsgeldern. Das neue Team wurde von Brian Hobley geleitet und revolutionierte das detaillierte archäologische Verständnis der Frühgeschichte Londons.
Die von ihrem Aufgabenbereich ähnlich aufgestellte Abteilung „Department of Greater London Archaeology“ (DGLA) war eine Zusammenlegung verschiedener lokaler archäologischer Gruppen und Vereinigungen in den 1980er Jahren. Somit wurde auch das übrige Stadtgebiet, wie Southwark oder Inner North London archäologisch betreut. Der erste Leiter der DGLA war Harvey Sheldon.
In den 1980er Jahren entwickelte sich London stark, die Bautätigkeiten nahmen zu und somit auch die archäologische Arbeit. DUA und DGLA konnten die jeweiligen Bauträger davon überzeugen, die Ausgrabungen zu finanzieren. Infolgedessen wuchsen beide Organisationen schnell und beschäftigten Ende der 1980er Jahre jeweils über 100 Mitarbeiter. Zu Ende des Jahrzehnts, auf dem Höhepunkt des Londoner Baubooms, arbeiteten über 300 festangestellte Archäologen auf den Baustellen. Als die Fülle der Neubautätigkeiten ein Jahr später endete, fuhren die beiden Organisationen ihre Tätigkeiten zur Hälfte runter.
Gleichzeitig fanden Änderungen in der Gesetzgebung im Zusammenhang mit der archäologischen Arbeit statt. Bis 1990 leisteten archäologische Einheiten in ganz England sowohl kuratorische Beratung, als auch vertragliche Dienstleistungen. Diese Doppelrolle wurde zunehmend als potenzieller Interessenkonflikt angesehen und nach der kontrovers verlaufenden Sicherung der durch den Bau eines Bürokomplexes freigelegten Reste des Rose Theaters, einem berühmten Elisabethanischen Theater von 1587, wurden Anstöße dazu gegeben die Archäologie gesetzlich besser und verbindlicher in die Bauplanung einzubeziehen. Dazu gab die konservative Regierung von Margaret Thatcher die dazugehörige „Planning Policy Guidance 16: Archaeology and Planning“, kurz PPG 16, heraus.
Die Verantwortung für die offizielle Beratung wurde auf die Kommunalverwaltung der City of London und Southwark übertragen. Für den Bereich Greater London übernahm der „Greater London Archaeology Advisory Service“ (GLAAS) diese Aufgabe.  1991 fusionierten die DUA und die DGLA um künftig unter dem Namen „Museum of London Archaeology Service“ (MoLAS) ihre beratenden Leistungen anzubieten. In den neunziger Jahren hat MoLAS  auf dem neu umkämpften Markt seine Leistungsangebot umstrukturiert und erweitert und sich in MOLA (Museum of London Archaeology) umbenannt.
2011 erfolgte dann die Trennung vom Museum of London. Die Organisation wurde eine eigenständige, spendenfinanzierte Einrichtung.

## Bedeutende Funde
Zu den bedeutenden Funden und Auswertungen des MOLA gehört das römische Amphitheater am Guildhall Yard; komplexe römische und mittelalterliches Funde unter dem neuen Wohn- und Geschäftshaus No 1 Poultryn; Ausgrabungen in einer mittelsächsischen Siedlung, welche anlässlich der Erweiterung des Royal Opera House am Covent Garden erfolgten; Ausgrabungen entlang der Erweiterung der U-Bahn-Linie Jubilee Line in Southwark und Westminster, wo zwischen 1990 und 1998 durchgeführte Arbeiten auf dem Cross-Bones-Armenfriedhof Erkenntnisse über das Leben und Sterben früherer Bewohner Londons gewonnen wurden sowie die Entdeckung von über 15.000 menschlichen Skeletten während Grabungen rund um das St. Mary Spital in Spitalfields. Zu den wichtigsten Funden außerhalb Londons gehörten die Entdeckung eines königlichen angelsächsischen Grabanlage im Ortsteil Prittlewell der Stadt Southend-on-Sea sowie umfangreiche Grabungen in Kent, Northamptonshire, Milton Keynes und Bath.

### Das römische London

Plan von Londinum

Grabungen der DUA und DGLA in the 1970er und 1980er Jahren enthüllten, dass die Geschichte der römischen Gründung und die Entwicklung von  Londinium  wesentlich umfangreicher war, als bislang bekannt. London wurde auf einer militärisch-strategischen wie auch wirtschaftlich bedeutenden Stelle gegründet. Die Siedlung, welches heute den Bereich der City of London und das nördliche Southwark bildet, wurde kurz nach dem Jahr 43 angelegt, vermutlich um das Jahr 47. Die römische Flussüberquerung befand sich nahe der Stelle, wo sich heute die London Bridge spannt. Londinium wuchs zwar rasch im folgenden Jahrzehnt, wurde aber bei dem Boudicca-Aufstand in den Jahren 60 und 61 vollständig niedergebrannt. Im Boden Londons befindet sich eine diesem Ereignis zuordenbarer Zerstörungshorizont, der zwischen 30 und 60 cm dick ist. Die Ausgrabungen zeigen, dass von der damaligen Siedlung Londinium nur wenige Gebäude die Brandschatzung überstanden haben.
Die Stadt wurde kurz darauf wieder aufgebaut und wurde zur Provinzhauptstadt, die bis zu ihrem Höhepunkt im frühen 2. Jahrhundert erhebliche Investitionen und ein spektakuläres Wirtschaftswachstum verzeichnete. Aufgrund wirtschaftlichen Verwerfungen, einem Großbrand, und der Antoninischen Pest, stagnierte das Wachstum zur Mitte des Jahrhunderts, obwohl während oder nach dem blutigen Auseinandersetzungen zwischen Clodius Albinus und Septimius Severus um 200 n. Chr. die Verteidigungsmauer errichtet wurde.
Später erlebte das römische London in vielen Bereichen eine Stadterneuerung und blieb ein wichtiges Zentrum, obwohl es kein großer Hafen oder Handelszentrum mehr war. Die Stadt erlitt Ende des 4. Jahrhunderts ihren endgültigen Niedergang und wurde schnell aufgegeben, und es gab schon kurz nach dem Rückzug der Römer aus Großbritannien kaum noch Hinweise auf eine Besetzung.
Die Arbeiten des MOLA in den letzten Jahren haben hier wichtige Erkenntnisse beitragen können. Zu den jüngsten Forschungsergebnissen zählen die außerhalb der Mauern befindliche römische Siedlung in St Martin-in-the-Fields (Westminster) und ein nach dem Boudicca-Aufstand befestigtes Militärlager Plantation Place auf Cornhill, das bis etwa 85 n. Chr. in Betrieb war. Die genaue Funktion ist unbekannt.

### Entdeckung von Lundenwic

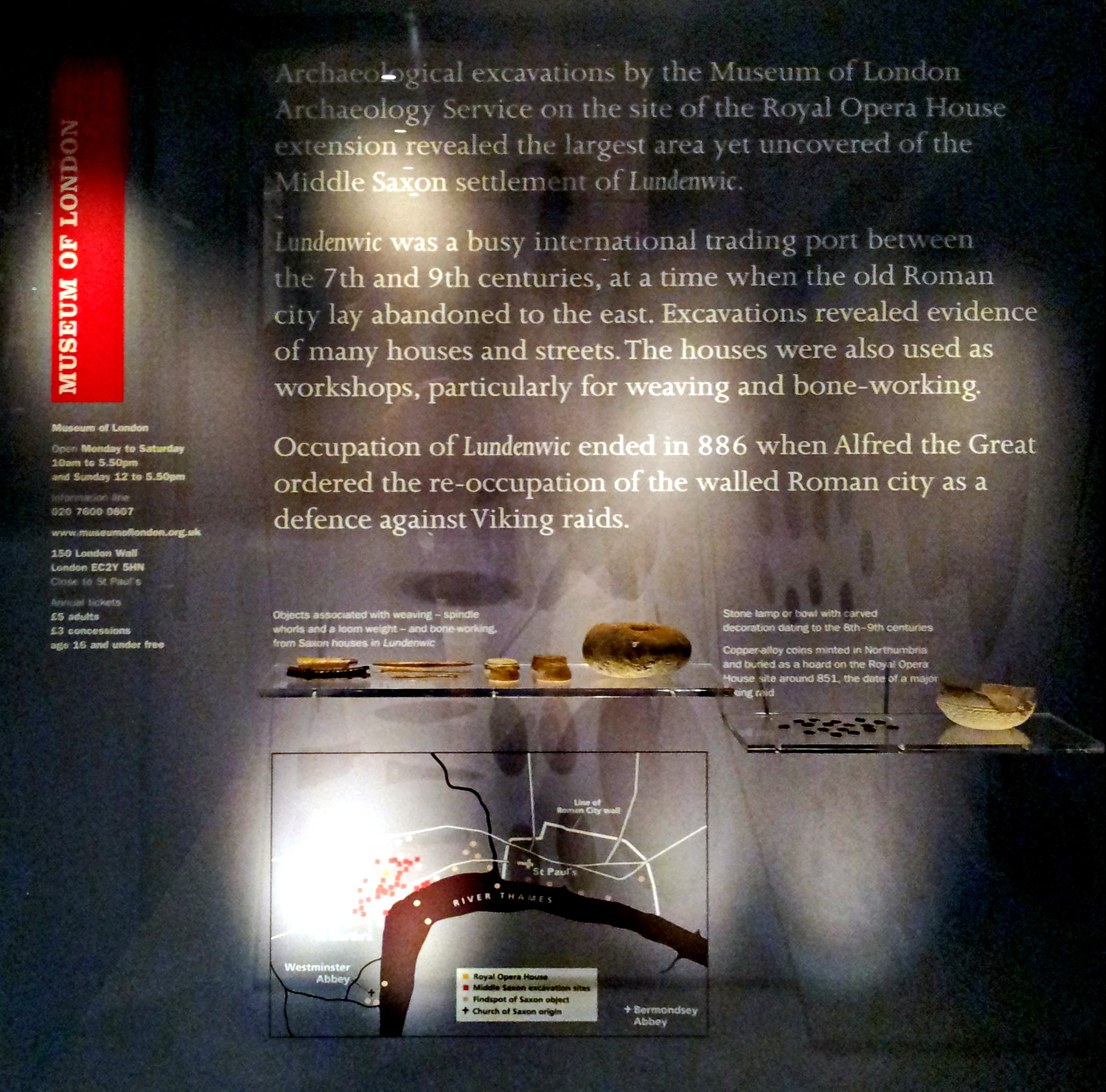
Anzeigetafel zu Funden in der Siedlung Lundenwic

Archäologische Untersuchungen des Bodens in der City of London in den 1970er und 1980er Jahren erbrachten praktisch keine Hinweise auf eine Besiedlung in der Zeit vom 5. bis zum 10. Jahrhundert, obwohl es ab 604 eindeutige historische Beweise für die Existenz Londons gab. Das Department of Greater London Archaeology (DGLA) konnte durch Grabungen jedoch sogenannte angelsächsische Bauernhöfe in den Räumen Fleet Street, Covent Garden und Westminster ausmachen.
Zu Mitte der 1980er Jahre kamen die Archäologen Alan Vince und Martin Biddle unabhängig voneinander zu dem Schluss, dass sich London nach dem Abzug der Römer nicht innerhalb der noch intakten Stadtmauern weiter entwickelte, sondern die eingewanderten Stämme außerhalb dieser ihren Siedlungsschwerpunkt hatten, hier westlich im Bereich von Aldwych auf der anderen Seite des River Fleet. Es entstand das angelsächsische Lundenwic, das nach Anzeichen neuerer Grabungen schon um 500 existierte.
Allerdings war diese Siedlung im 9. Jahrhundert zunehmenden Angriffen der Wikinger ausgesetzt und Teile der Bevölkerung sahen sich möglicherweise zur Emigration gezwungen. Um das Jahr 886 bewog Alfred der Große die Bewohner zurück in die alte römische Stadt zu ziehen und somit hinter die schützenden römischen Verteidigungsmauern, welche ja immer noch standen.  Diese Neubesiedlung der City of London wurde von den Angelsachsen Lundenburgh genannt.